# Mas-Saint-Chély
Mas-Saint-Chély är en kommun i departementet Lozère i regionen Occitanien i södra Frankrike. Kommunen ligger i kantonen Sainte-Enimie som tillhör arrondissementet Florac. År 2022 hade Mas-Saint-Chély 102 invånare.

## Befolkningsutveckling
Antalet invånare i kommunen Mas-Saint-Chély
| Referens: INSEE |